# Tarannon Falastur
Tarannon Falastur var den tolfte konungen av Gondor och föddes år 654 tredje åldern och efterträdde sin far Siriondil år 830 tredje åldern. Utbyggnaden av Gondor började under hans styre som han startade byggandet av Gondors flottor. Han blev därmed den första "skepps-kungen" av Gondor.
Hans styre var bekymrat på grund av intriger från hans drottning Berúthiel, Som spionerade på alla inom hans rike. När hon gick för långt skickade han henne i exil. Det verkar som om de aldrig skilde tekniskt antagande skilsmässa, även då möjligt av rikets lagar, som en följd han tydligen aldrig ha gift om sig och dog sedan barnlös år 913 tredje åldern. Han efterträddes av sin brorson Eärnil I.